# Topografie

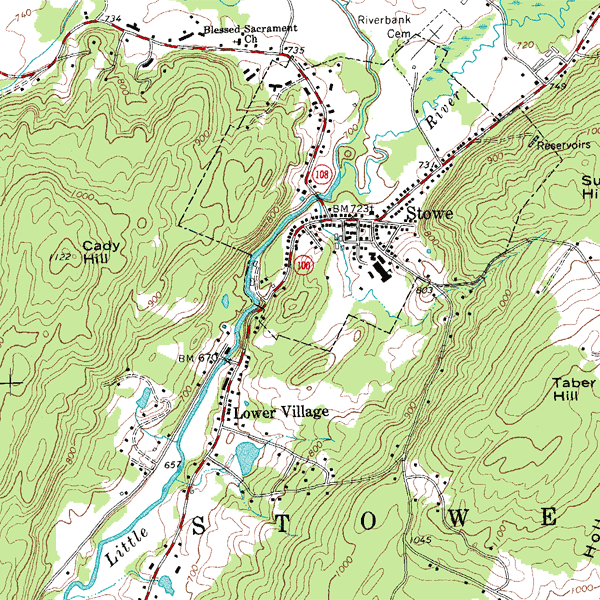
Fragment dinr-o hartă topografică

Topografia (în greacă: τόπος, topos - loc, γραφία, grafie - scriere ) este o ramură a geodeziei 
Topografia (topos = suprafață terestră sau loc, grafos = descriere grafică precisă, bazată pe măsurători) este o ramură a științelor măsurătorilor terestre. Aceasta se ocupă cu efectuarea de măsurători asupra unor suprafețe de teren, unități cadastrale, forme de relief ori a altor elemente, cu studiul metodelor de măsurat, precum și cu analiza instrumentarului și aparaturii necesare desfășurării activităților. Rezultatele măsurătorilor topografice se concretizează în întocmirea hărților, planurilor topografice, la diferite scări de proporție, precum și ale profilelor ori tabelelor cu date masurate.
Măsurătorile topografice se realizează pe spații cu dimensiuni variabile, în scopul obținerii valorilor măsurate ale poziției spațiale a unui număr cât mai mare de puncte de pe suprafața topografică a reliefului. 
Valorile măsurate în topografie sunt de tipul unghiurilor orizontale și unghiurilor verticale formate de laturile a două aliniamente obținute între puncte vecine  și a distanțelor dintre puncte, adică a laturilor unghiurilor. În procesul de stabilire a poziției punctelor topografice se pornește de la valorile măsurate ale unor puncte ce aparțin rețelelor geodezice. .

## Istoricul topografiei în arealul românesc

### Începuturi
Începuturile măsurătorilor terestre în România pot fi localizate începând din secolul al XVIII-lea, când s-au executat determinări de longitudini și latitudini asupra orașelor București și Târgoviște de către astronomul și ecleziastul român de origine greacă Hrisant Nottara (rezultatele au fost publicate la Paris în anul 1716, în lucrarea „Introductio ad geographiam et sphaeram”) și de către astronomul italian de origine dalmată Ruggiero Giussepe Boscovich pentru orașele Galați și Iași în anul 1772 și pentru București și Târgoviște în anul 1776.
Primele măsurători cu caracter de topografie aplicată au fost legate de inventarierea moșiilor boierești în Moldova, cele mai vechi planuri de moșii care s-au păstrat sunt cele din anul 1780: al moșiei Durnești-Ungureni din ținutul Botoșani și al moșiei Brădățelul. În Tara Românească este cunoscut planul din 1810 al moșiei Băsești, azi Livezile, județul Dâmbovița.

### Secolul al XIX-lea
Începutul secolului al XIX-lea înregistrează un eveniment deosebit în dezvoltarea măsurătorilor terestre românești și anume atât în Moldova, prin Gheorghe Asachi (1813), cât și în Muntenia, prin Gheorghe Lazăr (1818), s-a introdus pentru prima dată topografia ca obiect de studiu în învățământul românesc. De numele lor și al elevilor lor se leagă, practic, primele măsurători topografice efectuate pe baze științifice. De la Gheorghe Lazăr a rămas și un manual intitulat „Trigonometria cu ridicarea de
planuri topografice”, care a apărut în anul 1821.
În anul 1864 în România s-a introdus sistemul metric, iar în 1866 folosirea lui a devenit obligatorie. Intensificarea preocupărilor în domeniul măsurătorilor topografice a determinat înființarea în anul 1868 a „Depositului șciințific de
resbel”, prima instituție de acest gen din România. O primă problemă ce trebuia rezolvată de acest „Deposit” se referea la executarea triangulației din Moldova, Dobrogea și Muntenia. Lucrările au durat din anul 1873 până în 1894, cu o întrerupere între anii 1876 și 1880 din cauza războiului de independență. În această perioadă s-a lucrat și la triangulația din jurul Bucureștiului și s-a construit primul punct astronomic fundamental de pe Dealul Piscului, iar între anii 1894-1899, perioadă în care în anul 1895 „Depositul” s-a transformat în Institutul Geografic al Armatei, s-a executat primul plan topografic al orașului București. 

### Secolul al XX-lea
Nivelmentul de ordin superior se începe în anul 1898, când se instalează un maregraf în portul Constanța, lucrarea fiind finalizată în principal în 1918, incluzând și racordarea la rețeaua de nivelment austriacă și cea bulgară. Tot în această etapă s-a realizat racordarea cu reperul zero fundamental de la Constanța, alegându-se în București un punct origine situat în incinta actualei Gări de Nord.
În anul 1922, la prima adunare generală a Uniunii Internaționale de Geodezie și Geofizică ținută la Roma s-a hotărât măsurarea arcului de meridian dintre Oceanul Arctic și Marea Mediterană, arc ce trece prin vestul României. Lucrările pentru măsurarea acestui arc au fost executate de specialiști români în timp de patru ani.
În anul 1930, Institutul Geografic al Armatei și-a schimbat denumirea în Institutul Geografic Militar, denumire pe care a păstrat-o până în anul 1951. Tot în 1930 România a adoptat ca elipsoid de referință elipsoidul Hayford, iar ca sistem de proiecție, proiecția stereografică pe plan unic secant Brașov.

### După cel de-al doilea război mondial
După anul 1951 se poate vorbi de o nouă perioadă în dezvoltarea geodeziei și, implicit, a topografiei românești. În acest an s-a adoptat elipsoidul Krasovski (1942) și sistemul de proiecție Gauss- Krüger, creându-se o nouă rețea de triangulație de stat de ordinul I - IV și o rețea de ridicare de ordinul V.
Rețeaua de triangulație astronomo-geodezică de stat a țării a fost îmbunătățită continuu prin efectuarea unor măsurători de mare precizie, potrivit principiilor moderne practicate pe plan mondial. În aceeași perioadă 1955 - 1968 s-a creat de asemenea și rețeaua modernă de nivelment geodezic din țara noastră. Toate aceste proiecte au fost realizate în special de către Direcția Topografică Militară și de asemenea de către Institutul de Geodezie, Fotogrametrie, Cartografie și Organizarea Teritoriului (I.G.F.C.O.T.), înființat în anul 1958 în București.
În ultimii ani tehnica măsurătorilor terestre a căpătat o orientare nouă, prin folosirea sateliților artificiali geodezici ce transmit o varietate foarte mare de informații, de precizie ridicată, utile multor domenii de activitate. Sistemul de proiecție oficializat în România este „Sistemul de proiecție stereografică 1970”, iar punctul zero fundamental al rețelei de nivelment este raportat la nivelul Mării Negre.
România a fost și este antrenată în problema complexă a determinării formei și dimensiunilor Pământului, efectuând observații experimentale cu ajutorul sateliților artificiali și participă, de asemenea, la lucrările pentru realizarea sistemului geodezic mondial. În perioada 1994-1995 țara noastră a participat la realizarea rețelei GPS pentru teritoriul național (pe elipsoidul
WGS 84). Pentru sporirea calității lucrărilor și scurtarea timpului de realizare se folosesc computere performante cu softuri adecvate. În același timp, realizarea obiectivelor multiple ale măsurătorilor terestre a necesitat acordarea unei atenții speciale pregătirii specialiștilor și deci a învățământului de specialitate.

## Planimetrie
Parte a topografiei care studiază metodele și instrumentele necesare reprezentării pe o hartă sau pe un plan a proiecției orizontale a obiectelor de pe suprafața pământului.

## Altimetria
Altimetria este acea parte a topografiei care se ocupă cu studiul metodelor și instrumentelor de nivelment folosite la determinarea diferențelor de nivel, a altitudinilor sau cotelor punctelor terenului și cu reprezentarea reliefului pe planuri și hărți.

## Tahimetria
Tahimetria este acea parte a topografiei care se ocupă cu efectuarea ridicărilor tahimetrice. Ele reprezintă ridicări topografice complete, adică planietrice si nivelitice (altimetrice) în același timp. Ridicările tahimetrice se folosesc în cazul suprafețelor de teren cu relief variat și frământat, asigurând un randament ridicat măsurătorilor.

## Instrumente pentru măsurători în topografie
- Teodolitul

Articol principal: Teodolit

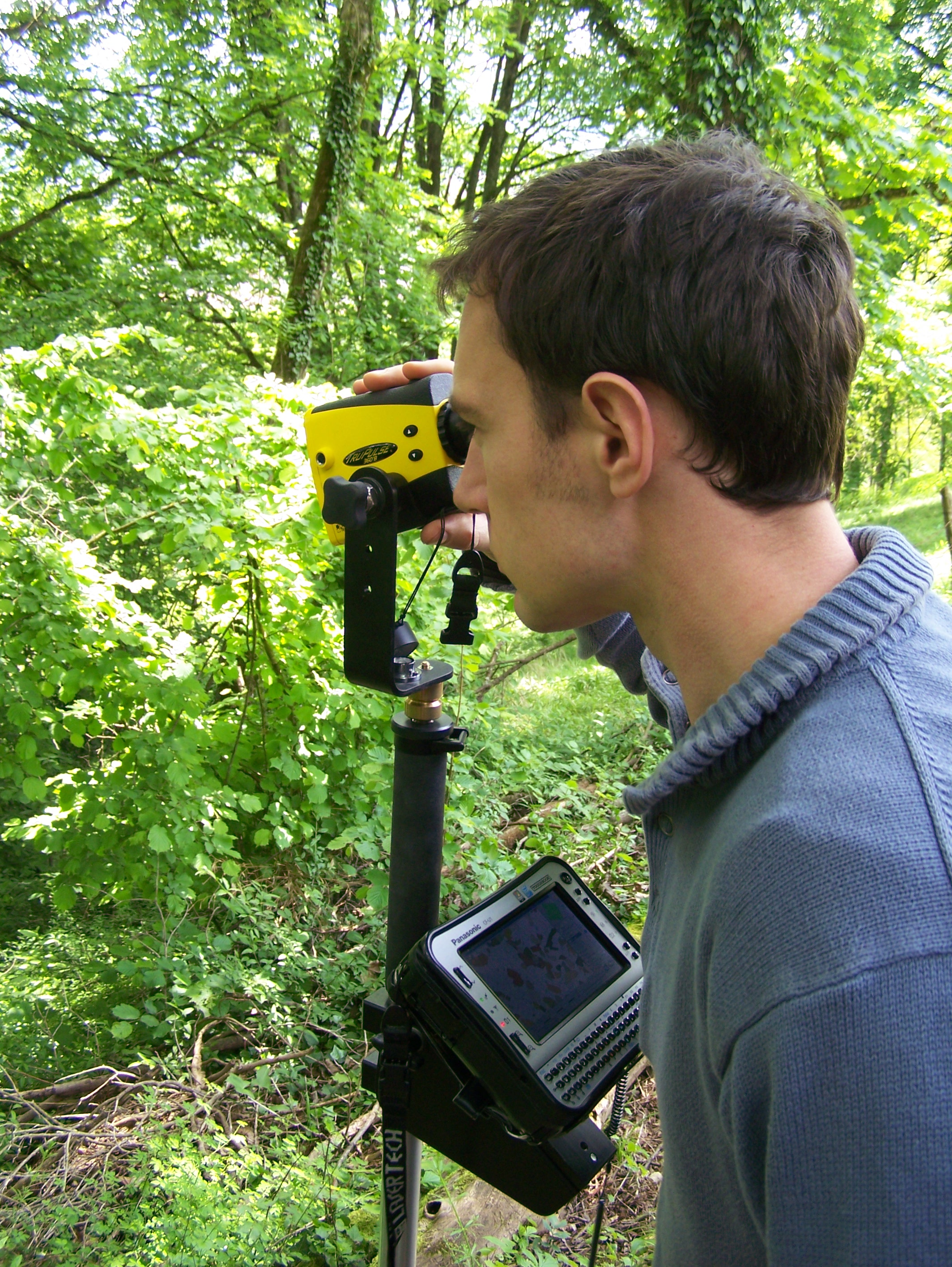
Telemetru cu laser și calculator folosit pentru topografie

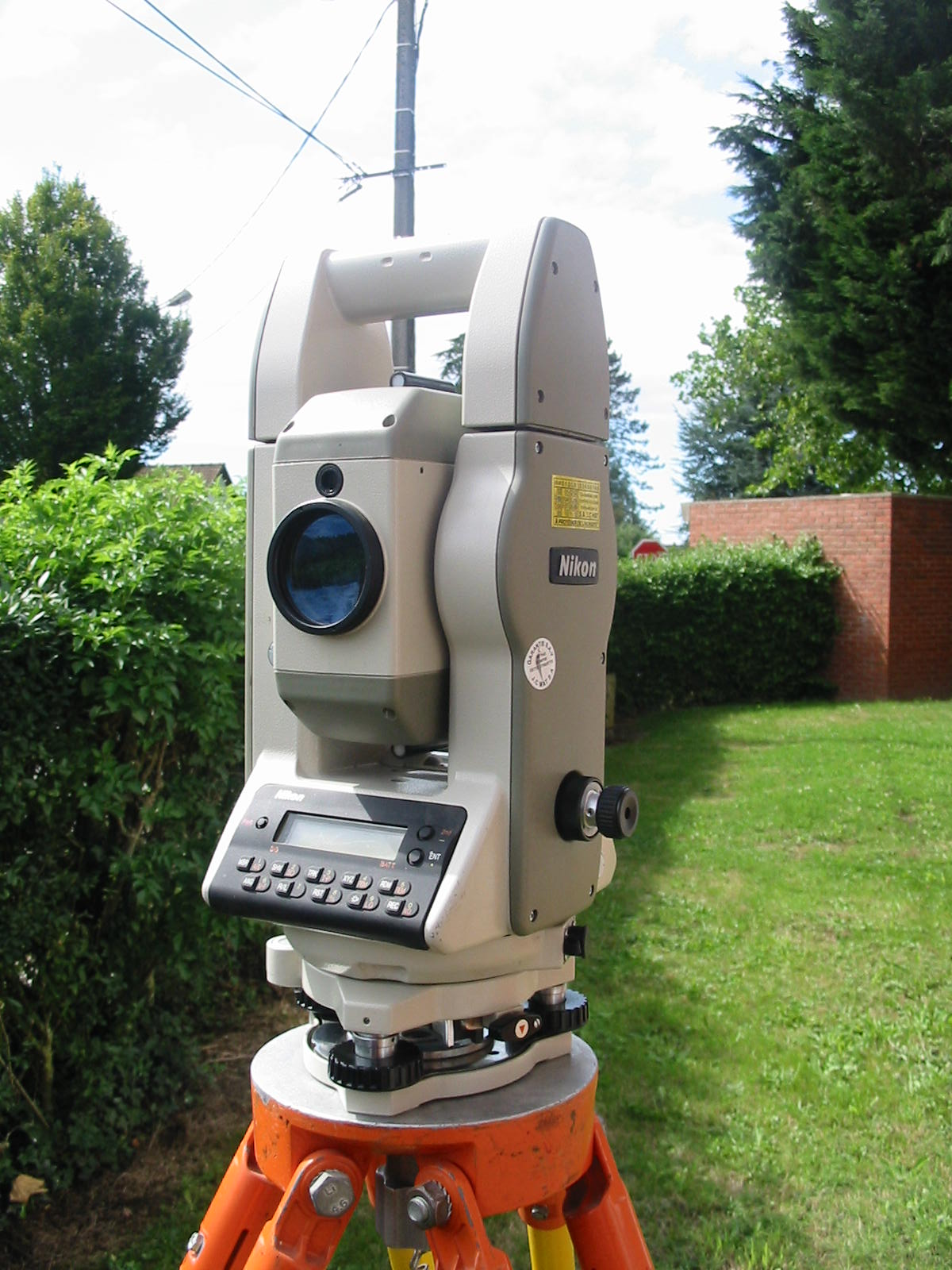
Stație totală modernă

Teodolitele sunt instrumente care permit citirea directă și foarte precisă a unghiurilor (până la 1 sec.) și sunt folosite în special în geodezie și astronomie.
- Tahimetrul

Articol principal: Tahimetru
Tahimetrul ese un instrument topografic folosit în planimetrie, nivelment și tahimetrie, atât pentru lucrări principale cât și pentru ridicări de detaliu, cu ajutorul său măsurându-se unghiurile, distanțele și diferențele de nivel. 
- Nivela

Articol principal: Nivelă topografică
Nivela topografică este un instrument optic sau electronic de mare precizie folosit la măsurarea directă, pe teren, a diferențelor de înălțime între două puncte prin citirea unei mire sau prin decodarea unui semnal reflectat de o baliză electronică, radio sau laser, folosit în efectuarea măsurătorilor topografice sau trasarea cotelor din planul topografic în teren.
- Stația totală

Articol principal: Stația totală
Stația totală este un instrument utilizat în măsurătorile topografice; mai concret este o combinație între clasicul teodolit și un instrument electronic de măsurare a distanțelor. Poate include și un mic calculator care pe lângă capabilitatea de stocare poate oferi și calcule extrem de precise.
- Receptor Gnss

Articol principal: Receptor GNSS
Un receptor GNSS este un dispozitiv electronic care poate recepționa și decoda semnalele radio emise de sateliții GNSS și poate determina coordonatele sale geografice (latitudine, longitudine și altitudine), viteza și direcția de deplasare, ora exactă și alte informații utile. Un receptor GNSS sau GPS topografic poate fi integrat în alte dispozitive, cum ar fi telefoane mobile, tablete, ceasuri inteligente, camere foto sau video, drone, autovehicule sau avioane, sau poate fi un echipament independent, specializat pentru anumite aplicații .